# 李浚源
李浚源（？—？），浙江會稽縣人，清朝政治人物。

## 生平
李浚源为乾隆十五年（1750年）举人出身。乾隆二十三年（1758年）出知福建南平县，寬和愛士，恬淡恤民。历改南靖縣、閩縣。乾隆二十九年（1764年）署泉州府知府。乾隆三十一年（1766年）授福州府知府，改宣化府、漳州府。乾隆四十八年（1783年）升任福建分巡台灣兵備道，未到任遭革職查辦，加恩仍發往福建以同知通判題補。